# Carabodes variabilis
Carabodes variabilis är en kvalsterart som beskrevs av Hammer 1966. Carabodes variabilis ingår i släktet Carabodes och familjen Carabodidae. Inga underarter finns listade.